# Mänskliga sköldar
Mänskliga sköldar är civilpersoner, oftast kvinnor och barn, frivilligt eller med tvångsmetoder utplacerade i eller runt byggnader och anläggningar av strategisk betydelse, till exempel kraftverk, broar, regeringsbyggnader eller militära anläggningar. Därigenom blir det omöjligt för en fiende att anfalla dessa utan att döda och skada ett stort antal civila, vilket skulle strida mot krigets lagar och vara negativt för opinionen och soldaternas moral. Att med tvång utplacera mänskliga sköldar är också ett brott mot krigets lagar (specifikt fjärde Genèvekonventionen).
Bruket av mänskliga sköldar är ofta en form av kidnappning och det hela kan ses som en form av gisslantagande. Metoden kan utnyttjas av retirerande styrkor för att genom främmande land nå eget territorium (se bland annat Manbijoffensivens slutskede).